# 玉塚元一
玉塚 元一（たまつか げんいち、1962年5月23日 - ）は、日本の実業家。ロッテホールディングス代表取締役社長、千葉ロッテマリーンズ取締役オーナー代行、一般社団法人ジャパンラグビーリーグワン理事長、公益財団法人経済同友会副代表幹事。元株式会社ファーストリテイリング代表取締役社長兼COO、元株式会社ローソン代表取締役会長CEO、元ロッテリア代表取締役会長CEO。慶應義塾大学法学部政治学科卒業、ケース・ウェスタン・リザーブ大学経営大学院修了 MBA、サンダーバード国際経営大学院修了 国際経営学修士。東京都生まれ。

## 概要
慶應義塾大学法学部政治学科卒業後、旭硝子株式会社、日本IBMを経て、株式会社ファーストリテイリングに入社し、2002年に代表取締役社長兼COOに就任。株式会社ローソン代表取締役会長CEOを歴任し、2021年に株式会社ロッテホールディングスの代表取締役社長に就任。2022年に千葉ロッテマリーンズ取締役オーナー代行に就任。リヴァンプ創業者。
一般社団法人ジャパンラグビーリーグワン理事長、公益財団法人経済同友会副代表幹事を兼務する。

## 経歴
東京都生まれ。慶應義塾幼稚舎、慶應義塾普通部、慶應義塾高等学校、慶應義塾大学法学部政治学科卒業。
曾祖父は旧・新日本証券（後の新光証券、現・みずほ証券）の前身のひとつである旧・玉塚證券の創業者。祖父は東京証券取引所理事長を務めた玉塚栄次郎。父は立教大学出身の玉塚和男（玉塚證券専務）。
中学時代にラグビーを始め、慶應義塾體育會蹴球部3年生の時にレギュラーポジションを獲得しフランカーを務めた。1984年（昭和59年）4年生時には関東大学対抗戦を全勝優勝し、全国大学選手権で準優勝を果たした。
1985年（昭和60年）慶應義塾大学法学部政治学科卒業後、旭硝子へ入社。市原市の千葉工場に配属。1989年（平成2年）旭硝子シンガポール支社勤務。
1997年（平成9年）社費留学でケース・ウェスタン・リザーブ大学大学院でMBAを、サンダーバード国際経営大学院で国際経営学修士号取得。同年、旭硝子を退職。
1998年（平成10年）日本IBMに転職しコンサルタントの職に就く。コンサルティング業務を通じてファーストリテイリングの柳井正、澤田貴司と知り合い、入社4か月で日本IBMを退職してファーストリテイリングへ入社する。
2002年（平成14年）ファーストリテイリング代表取締役社長兼COO就任。2005年（平成17年）ファーストリテイリング社長を任期満了前に退任。元ファーストリテイリング副社長の澤田貴司と共にリヴァンプ（企業再生事業）を設立し共同代表に就任。
2006年（平成18年）リヴァンプとロッテリアが経営委任契約を締結、ロッテリア会長 兼 最高経営責任者 (CEO) に就任。2010年（平成22年）3月、ロッテリア会長を退任。
2010年（平成22年）10月、新浪剛史の誘いを受けローソン顧問に就任。2011年（平成23年）1月、ローソン副社長執行役員兼最高執行責任者に就任。2013年（平成25年）6月、役職廃止に伴い、ローソン取締役代表執行役員（最高執行責任者 (COO)）兼CVSカンパニー社長兼オーバーシーズカンパニー社長へ役職を改称。2014年（平成26年）5月1日、ローソン社長兼CVSカンパニー社長 兼 健康ステーション推進委員会長兼ローソン大学長に就任。2016年（平成28年）6月、ローソン代表取締役会長CEOとなる。
2017年（平成29年）1月、ハーツユナイテッドグループ（現・デジタルハーツホールディングス）の顧問に就任。同年3月、ローソン組織改編によりCEO廃止、代表取締役会長、ヤマハ発動機株式会社 社外取締役に就任する。同年5月30日、ローソン代表取締役会長を任期満了前に退任し顧問に就任。同年6月27日、ハーツユナイテッドグループ代表取締役社長CEOに就任。同年9月、株式会社エードット 社外取締役に就任。同年10月、ラクスル株式会社 社外取締役に就任。
2018年（平成30年）8月3日、経済同友会デジタル政府・行革PT委員長として、マイナンバー制度に関する政策提言を発表。
2019年（令和元年）6月、トランスコスモス株式会社 社外取締役に就任。
2020年（令和2年）11月、松任谷由実「知らないどうし」のMV（監督・松任谷正隆）に主演として出演。
2021年（令和3年）6月、ロッテホールディングス株式会社 代表取締役社長に就任。同年10月、2022年1月開幕のジャパンラグビーリーグワン運営法人理事長に就任。
2022年（令和4年）4月、公益社団法人経済同友会 副代表幹事に就任。同日11月30日、千葉ロッテマリーンズ取締役オーナー代行に就任。
2024年（令和6年）8月、ビズリーチとコラボして全国放映のテレビCM 「社長の本気」篇」に出演。お茶の間に「新しいロッテグループを作る仲間を本気で求めています」と力強く言及。　※ 【CM映像】https://youtube.com/Lqk6gBqY
2024年（令和6年）10月24日、プロ野球ドラフト会議の第1位指名でロッテ、オリックスの2球団が競合するなか、玉塚が侍ジャパンに選出された青山学院大の西川史礁の交渉権を獲得した。

## 人物
- 幼稚舎から慶應で学び、創立者福澤諭吉の「独立自尊」や元慶應義塾塾長小泉信三の「練習は不可能を可能にす」の理念が玉塚の軸となっている[28]
- 学生時代はラグビーで活動する。体育会ラグビー部所属[29]
- 趣味はスポーツ全般。ジョギング、トライアスロン、スキー、ゴルフ[29]
- 好きな映画は『ジュラシックパーク』『インデペンデンス・デイ』[29]
- 宝物は妻と3人の子供[29]
- 尊敬する人は福沢諭吉、坂本龍馬、柳井正[29]
- 座右の銘は「成長、自立、大局、感謝」[29]

## 経営理念と2人の玉塚栄次郎
祖父は玉塚栄次郎（1902年 - 1962年）。東京都日本橋生まれで初代の玉塚栄次郎（玉塚證券創設者）の養子となり、東京商科大学を出た後に初代が開いた玉塚證券に入社。2代目として会社を継ぐ一方、戦後は証券会社の近代化を図り、日本証券業協会会長や東京証券取引所の理事長を務めた。祖父は元一が生まれて半年後に60歳の若さで他界する。生前、祖父は初孫で随分と可愛がられた。祖母から「あんたはおじいちゃんの生まれ変わりで、バトンを受けたのだよ」といつも吹き込まれた。父は玉塚證券を継いだが、1965年の證券不況の波に飲み込まれ、地場の証券会社が上得意客を相手に證券商いする時代が終焉し、情報化を軸とした再編と大規模化を迎える。1967年（昭和42年）玉塚證券は同業地場の山叶證券と共に大商證券に吸収合併された（現在のみずほ証券）。
玉塚證券がなくなったのが5歳のときで幼心に強烈なショックとして記憶された。父は役員に就任して生活に困ることはなかったが、曾祖父が開き、祖父が大きくした証券会社がなくなった事実そのものが、元一のDNAになった。慶應では、将来は親の会社を継ぐのを暗黙のうちに受け入れている経営者の2代目、3代目などの子息が周りに多くいたが「自分は違うのだ」といつも思いながら過ごす。「継ぐべき会社はもはやない。自分自身が祖父のように切り開こう」とずっと思い続けた。「捲土重来」の思いで、玉塚証券を創業した曾祖父、大きく発展させた祖父の「生まれ変わり」という思いが現在でも頑張る活力となっている。

## 書籍
- 『経営者としての挑戦と学びの共有』（慶應義塾大学理工学部、2018年4月17日）

### 寄稿
- 『社長の値打ち: 企業価値向上論講義』（日経BPマーケティング、2010年4月1日）　ISBN 978-4532316112
- 『「好き嫌い」と才能』（東洋経済新報社、2016年4月22日）　ISBN 978-4492533826

### 解説
- 『超訳・速習・図解　プロフェッショナルマネジャー・ノート』（プレジデント社、2010年12月27日）　ISBN 978-4833419499
- 『超訳・速習・図解　プロフェッショナルマネジャー・ノート2』（プレジデント社、2015年6月27日）　ISBN 978-4833421355

## 出演

### ミュージックビデオ
- 松任谷由実『知らないどうし』（監督・松任谷正隆） - 主役 ※ https://www.youtube.com/fauprZGxDYM

### CM
- ビズリーチ（2024年8月9日～ ）-「社長の本気」篇 ※ https://www.youtube.com/Kx-Lqk6gBqY